# Заводское (Великописаревский район)
Заводское (укр. Заводське) — село,
Кириковский поселковый совет,
Великописаревский район,
Сумская область,
Украина.
Код КОАТУУ — 5921255401. Население по переписи 2001 года составляло 295 человек.

## Географическое положение
Село Заводское находится на берегу реки Веселая, которая через 3 км впадает в реку Ворскла.
Примыкает к пгт Кириковка, на расстоянии в 1 км — село Ивановка, в 2-х км  — село Рябина.
Около села большие отстойники.
Рядом проходят автомобильная дорога Т-1705 и
железная дорога, станция Кириковка.

## Экономика
- Кириковский лесной питомник.

## Объекты социальной сферы
- Школа.